# Renesas RXファミリ
ルネサスRXファミリとは、日本の半導体メーカーであるルネサスエレクトロニクス社が2009年に発売したマイクロコントローラである。
ルネサスエクストリームの略称であるRXは、日立製作所と三菱電気がそれぞれ発売したHファミリとMCファミリではなく、ルネサスが開発した一連の32ビットマイクロコントローラの名称の事。 

## 概要
RXファミリは、2009年にルネサステクノロジーによって発売された。最初の製品範囲はRX600シリーズであり、メータリング、モーター制御、ヒューマンマシンインターフェイス（HMI）、ネットワーキング、産業オートメーションなどのアプリケーションを対象としている。 
2009年以降、このMCUファミリの範囲は、RX200シリーズのより小さなバリアントで拡大され、パフォーマンスバージョンも強化されている。 マイクロコントローラの高性能の鍵は、高性能統合フラッシュメモリを備えたCISCアーキテクチャであり、中央処理装置（CPU）が、メモリアクセスの待機状態を必要とせずに、100 MHzで動作し、高いパフォーマンスを実現する。
2022年には累計出荷数が10億個を突破。